# Bermudas nos Jogos Olímpicos de Verão de 2000
As Bermudas participaram dos Jogos Olímpicos de Verão de 2000 em Sydney, Austrália.